# Tallaarthof

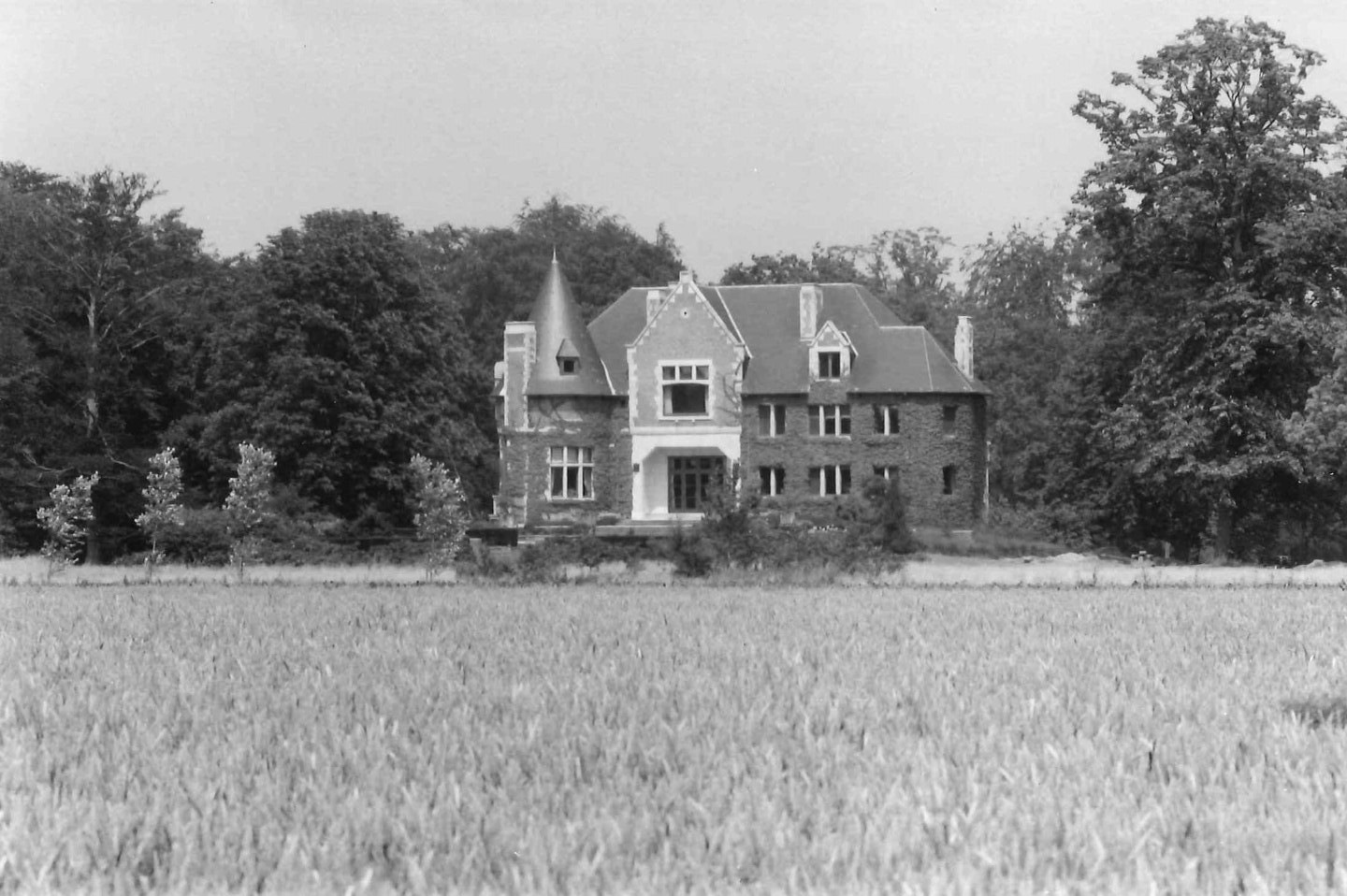
Villa Tallaarthof

Het Tallaarthof is een villa in de tot de Antwerpse gemeente Lier behorende plaats Koningshooikt, gelegen aan Beekstraat 90-92.

## Geschiedenis
In 1825 kocht baron P.J. de Caters een domein aan dat bos en landbouwgrond omvatte. In 1848 werd hier een neoclassicistisch jachtpaviljoen gebouwd, samen met dienstgebouwen, een ommuurde moestuin en een hoeve. Na 1861 werd het goed verkocht aan ridder Wouters d'Oplinter en in 1864 aan Clement Geelhand-della Faille.
Omstreeks 1905 werd het jachtpaviljoen vervangen door een kasteeltje in Vlaamse neorenaissancestijl. Dit werd zwaar beschadigd in 1914. In 1925 werd in plaats van het kasteeltje een villa gebouwd in cottagestijl. Het geheel ligt in een parkachtig bos.